# میکل (فیلم ۱۹۲۴)
میکل (انگلیسی: Michael) فیلمی صامت در سبک درام به کارگردانی کارل تئودور درایر است که در سال ۱۹۲۴ منتشر شد. از بازیگران آن می‌توان به نورا گرگور و کارل فروند اشاره کرد.